# Jean-Paul Mauric

Jean-Paul Mauric (Hyères, Var, 17 de junio de 1933 – Marsella, 5 de enero de 1971) fue un cantante francés, conocido por su participación en el Festival de la Canción de Eurovisión 1961.
Mauric estudió en el Conservatoire de Toulon, y tras actuar por la Provenza como cantante de la orquesta Claude Besset en 1954, firmó un contrato con una discográfica tras ganar un concurso en el Théâtre Marigny de París en 1957 con la canción de Gilbert Becaud "Le pianiste de Varsovie". Dese 1958, Mauric lanzó una serie EP que fueron populares, y en 1961 fue elegido representante de Francia en el Festival de la Canción de Eurovisión 1961, celebrado en Cannes el 18 de marzo.  La canción de Mauric llevó al festival se titulaba "Printemps, avril carillonne" (Primavera, campanas de abril)  finalizó en un respetable cuarto puesto de 16 países.
En la década de 1960 la producción discográfica de Mauric decreció, pero siguió siendo un cantante popular. Su carrera se vio truncada en diciembre de 1970, cuando cayó enfermo, y murió el 5 de enero de 1971 debido a una miocardiopatía a los 37 años. A su funeral acudieron miles de personas.